# Agrycjusz (święty)
Agrycjusz, Agritius  (ur. około 260 zm. ok. 332 w Trewirze) – biskup Trewiru, który sprowadził do miasta Świętą Szatę Chrystusową i którą umieścił, wraz z relikwiami Apostoła Macieja, we wznoszonej za jego życia katedrze nad pałacem cesarzowej Heleny.  Uczestnik synodu w Arles.
W ikonografii przedstawiany jest w stroju biskupim. Jego atrybutami są: księga przynależna  biskupom jako szafarzom Słowa Bożego, wraz z krzyżem symbolizująca zabiegi o pozyskanie dla kościoła zamieszkujących północne terytoria cesarstwa ludów pogańskich,  makieta kościoła nawiązująca do wznoszonej za jego życia katedry.